# Rami Garipov
Rami Yagafarovich Garipov (em basquir:  Рәми Йәғәфәр улы Ғарипов; 12 de fevereiro de 1932 – 20 de fevereiro de 1977) foi um poeta russo do Bascortostão, escritor e dramaturgo.